# Тейнінь (провінція)
Тейнінь (в'єт. Tây Ninh) — провінція на південному заході В'єтнаму. Площа становить 4049 км²; населення за даними перепису 2009 року — 1 066 513 жителів. Щільність населення — 263,37 осіб/км². Адміністративний центр — містечко місцевого значення Тейнінь. В адміністративному відношенні поділяється на 1 містечко місцевого значення (Тейнінь) і 8 повітів.
На території провінції розташована унікальна гора Чорна Діва

## Історія
Під час Війни у В'єтнамі біля гори Чорна Діва відбулася Новорічна битва 1968 року.
Батьківщина релігії каодай.

## Населення
У 2009 році населення провінції становило 1 066 513 осіб (перепис), з них 530 648 (49,76 %) чоловіки і 535 865 (50,24 %) жінки, 900 286 (84,41 %) сільські жителі і 166 227 (15,59 %) жителі міст.
Національній склад населення (за даними перепису 2009 року): в'єтнамці 1 050 376 осіб (98,49 %), кхмери 7 578 осіб (0,71 %), інші 8 559 осіб (0,80 %).